# Fabrice Calligny
Fabrice Calligny (* 4. November 1981 in Fort-de-France) ist ein ehemaliger französischer Sprinter.

## Leben
1999 siegte er bei den Junioreneuropameisterschaften in Riga über 100 Meter und in der 4-mal-100-Meter-Staffel. Im Jahr darauf folgte Staffel-Silber bei den Juniorenweltmeisterschaften 2000 in Santiago. Bei den U23-Europameisterschaften gewann er 2001 in Amsterdam Silber über 100 Meter und 2003 in Bydgoszcz Bronze über 100 Meter sowie Silber in der 4-mal-100-Meter-Staffel.
Bei den Weltmeisterschaften 2001 in Edmonton und bei den Europameisterschaften 2002 in München erreichte er über 100 Meter jeweils das Viertelfinale. 2006 gewann er mit der französischen 4-mal-100-Meter-Stafette Bronze bei den Europameisterschaften in Göteborg.
2003 wurde er nationaler Hallenmeister über 60 Meter.

## Persönliche Bestzeiten
- 60 m (Halle): 6,66 s, 2. März 2003, Aubière
- 100 m: 10,22 s, 13. Juli 2002, Saint-Étienne
- 200 m: 20,94 s, 26. Juni 1999, Sainte-Anne